# Костюченко Ольга Вікторівна
О́льга Ві́кторівна Костюче́нко (9 серпня 1976, Чернігів) — українська майстриня вибійки, народної вишивки, лялькарства та писанкарства. Членкиня Національної спілки майстрів народного мистецтва з 2004 року.

## Біографія
Закінчила індустріально-педагогічний факультет Чернігівського національного педагогічного університету ім. Т. Шевченка. Навчалася народному мистецтву у Наталії Черняк.
Оволоділа, зокрема, такими техніками як вирізування, виколювання, набирування, лиштва (лічильна гладь), штапівка, курячий брід, зерновий вивід, хрестикові, рушникові шви, всіма видами складних мережок, змережування. Займається відродженням і розвитком чернігівських традицій у вишивці та писанкарстві.
Переможниця всеукраїнської виставки-конкурсу «Український вишитий рушник» в номінації «Найкращі молоді майстри» з роботою «Сіверянське весілля». Лауреат Чернігівської обласної премії імені Михайла Коцюбинського. Лауреат Всеукраїнської молодіжної премії імені Костя Широцького. 2012 року здобула стипендію Президента України для молодих майстрів народного мистецтва. Переможниця міжнародного конкурсу майстрів традиційного і сучасного мистецького розпису «Фарбы небясоў», який проходить в рамках міжнародного фестивалю мистецтв «Слов'янский базар у Вітебську», в номінації «Вибійка» — перше місце, 2014 р. Лауреат міського конкурсу "Жінка року - 2015".
Учасниця багатьох обласних, всеукраїнських та міжнародних виставок народного мистецтва, етномистецьких фестивалів, свят і ярмарків.

## Фото з виставок

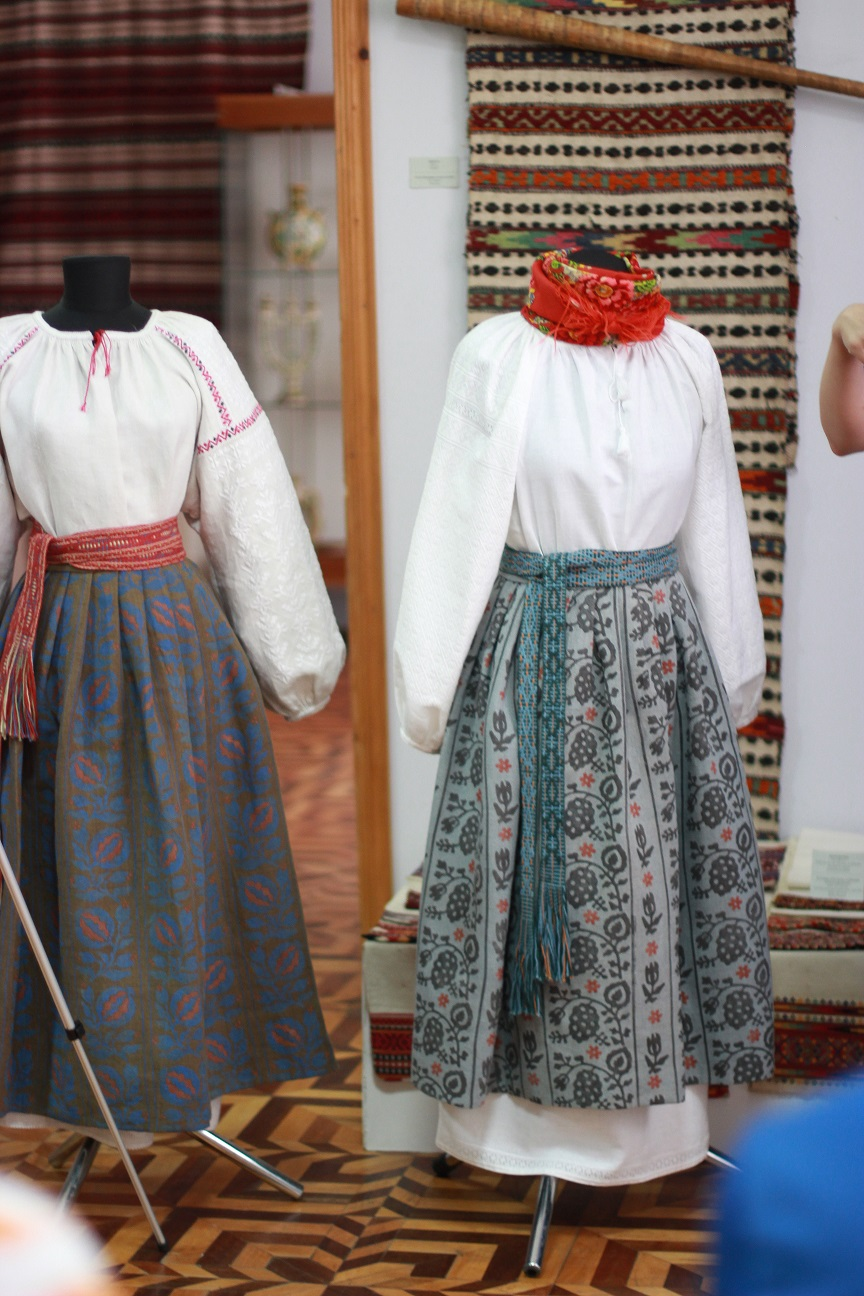
З лекції "Одягові традиції Чернігівщини". Косівський музей народного мистецтва та побуту Гуцульщини 2019 рік.

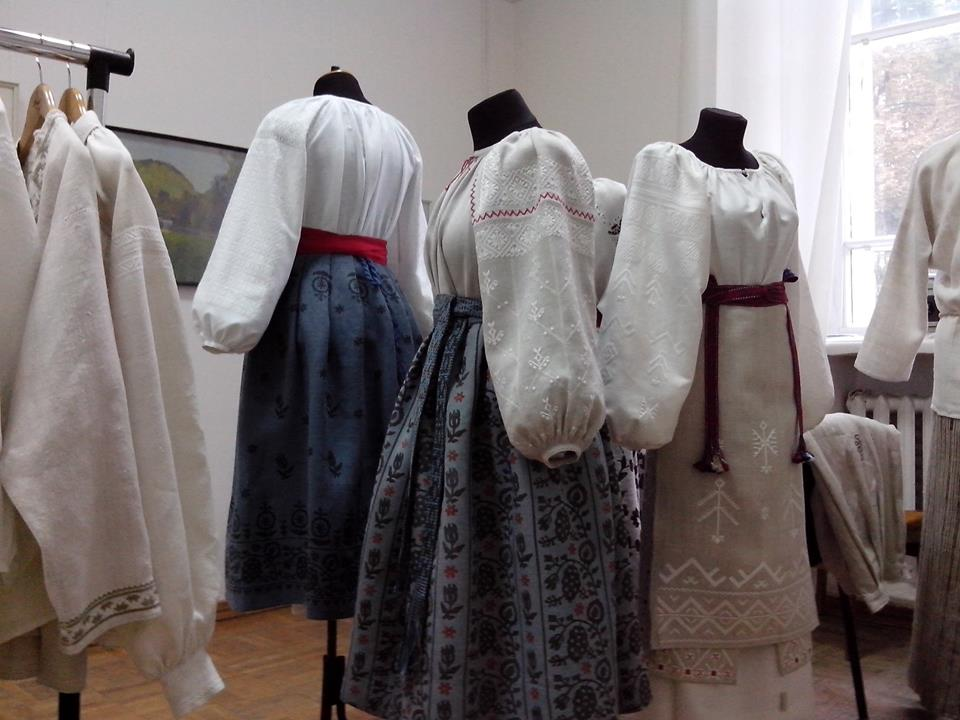
Підготовка до персональної виставки 2017 р., Чернігівський обласний художній музей ім.Григорія Галагана.

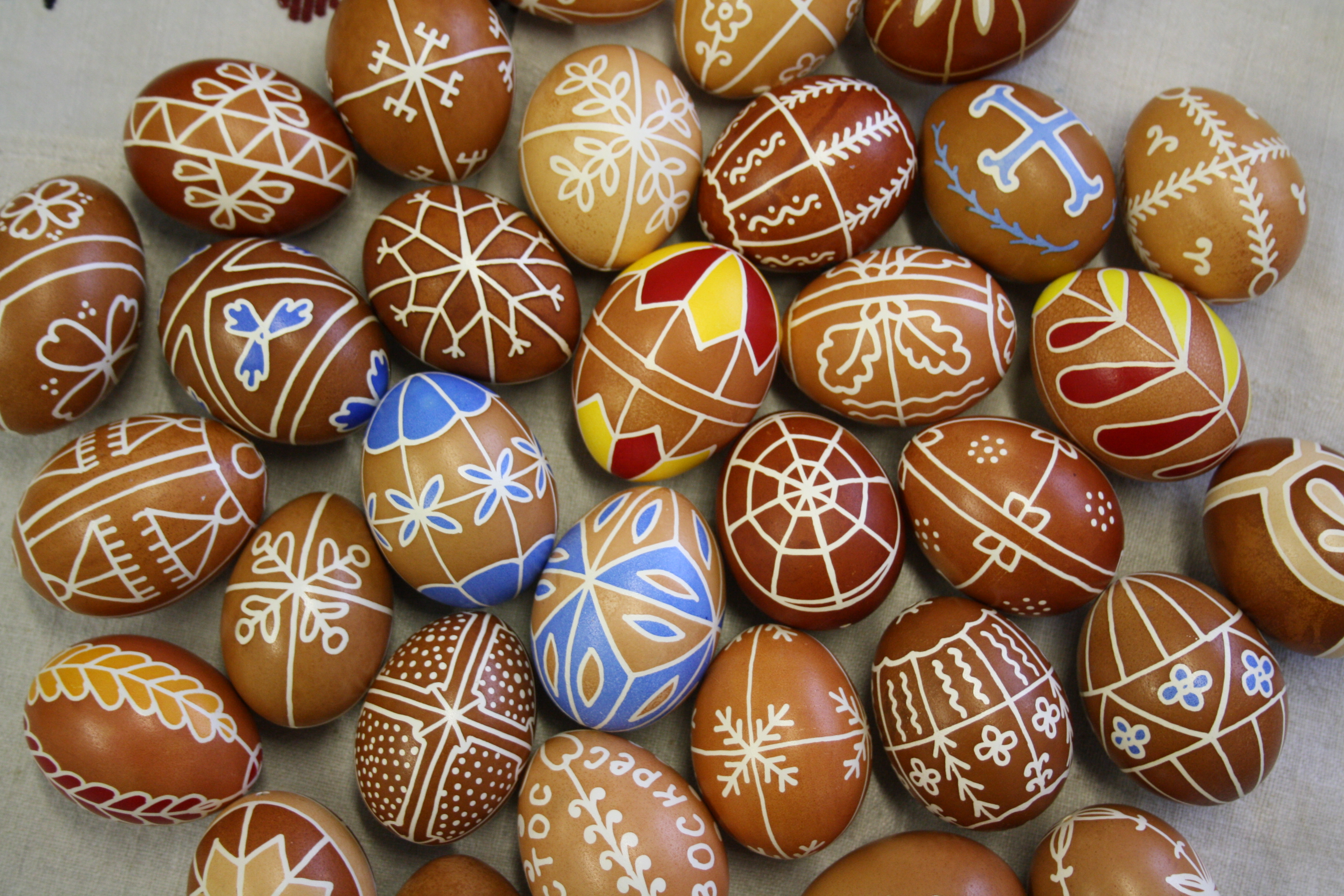
Писанки Чернігівщини, відтворені за збіркою А.П. Семенцова.

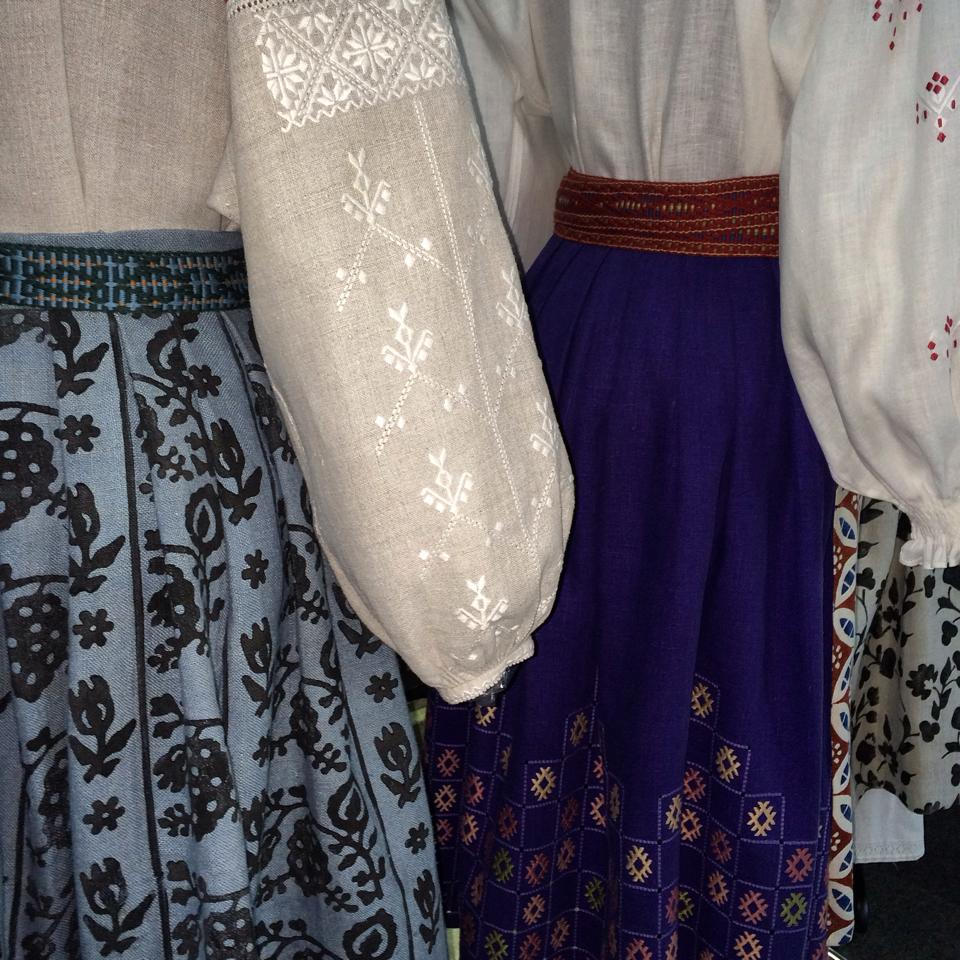
З виставки "Благословенна Україна", "Український Дім" 2015 рік.

## Сім'я
Одружена. Син Дем'ян (2012).